# Simon & Garfunkel (musikalbum)
Simon & Garfunkel är med album av Simon and Garfunkel, utgivet 1966. I USA gavs albumet ut skivetiketten Allegro och i Storbritannien på Pickwick.
Låtarna är inspelade redan på 1950-talet när Simon and Garfunkel kallade sig Tom & Jerry. Paul Simon och Art Garfunkel fick albumet indraget, eftersom de ansåg att det var falsk marknadsföring att ge ut låtmaterialet under deras nya gruppnamn och på så sätt utnyttja deras kändisskap. På grund av detta är albumet relativt svårt att hitta begagnat och betingar oftast ett pris på flera hundralappar.

## Låtlista
1. Hey, Schoolgirl
2. Our Song
3. That's My Story
4. Teen Age Fool
5. Tia-juana Blues
6. Dancin' Wild
7. Don't Say Goodbye
8. Two Teen Agers
9. True Or False
10. Simon Says